# フアン・セバスティアン・エルカーノ
フアン・セバスティアン・エルカーノ（スペイン語: Juan Sebastián Elcano, 1476年 - 1526年8月4日）は、スペイン王国に仕えたバスク人の船乗り・探検家である。スペインのバスク地方・ギプスコア地域、ゲタリア出身。
フェルディナンド・マゼランの船団の指揮を引き継ぎ、1522年に史上初となる世界周航を達成した。姓はデル・カーノ（del Cano）とする場合や、エルカーノ（Elkano）と綴られる場合がある。複合名の後半部分のセバスティアンは日本では通例「セバスチャン」とも表記される。

## 世界一周航海
商船主だったフアンはスペインの法を犯したがために自身の船をジェノヴァの銀行に差し押さえられ、スペインのカルロス1世に恩赦を求めた。この際スペインが出した航海士としてマゼランの航海への協力すべしという条件を受け入れ1519年、マゼランの大遠征に加わることとなった。
航海途中、フアンはマゼランに対する乗員の反乱に参加したが鎮圧されて後にマゼランに許され船団を構成した5隻の内の1隻であるコンセプシオン号の船長を任された。
1521年4月27日、フィリピンのマクタン島における現地住民との戦いでマゼランが死亡すると（この時点ですでに船団からはサンチアゴ号とサン・アントニオ号の2隻が失われコンセプシオン号を含め3隻にまで減っていた。）艦隊はその後様々指揮官が入れ替わり、ほどなく損傷が激しかったコンセプシオン号もセブ島で焼き捨てられ船団はビクトリア号とトリニダード号の2隻のみとなり、香料諸島のティドレ島に到達後トリニダード号は太平洋を戻ることになったため、ビクトリア号の船長となっていたフアンが香辛料を満載し残りの航海を指揮することとなった。
1522年3月18日、フアンはインド洋南部の海域を航行中、後にアムステルダム島と呼ばれることになる島を発見したが命名しなかった。
同年9月6日、フアンはスペインのサンルーカル・デ・バラメーダに帰還し世界一周を果たした。出航時点で265名いた乗員は帰還時にはエルカーノを含め18名にまで減っていた（この他に途中から乗り込んだ4名のアジア人が含まれる）。航海の途中で立ち寄ったモルッカ諸島より持ち帰った香辛料により乗員たちはそれぞれ富を得、フアンに対してはこの航海における功績により地球の図に「Primus circumdedisti me（ラテン語で“我を一周せし最初の者”の意）」という文字を配した紋章と生涯にわたる多額の年金がカルロス1世より与えられた。
スペイン国王がフアンに与えたこの称号について、船団にとってはスペインに帰還した時点がたしかに地球一周を達成した瞬間である。
この、確実な記録のある初の世界一周及び、単独の航海としての世界一周、つまり「世界周航」は、マゼラン艦隊の生き残りであるエルカーノやアントニオ・ピガフェッタら18人である。
1525年、フアンはガルシア・ホフレ・デ・ロアイサによる7隻からなる船団のメンバーとなり船長として香料諸島へと向かった。この航海において2度目となる世界一周を試みたがフアン、ロアイサともに壊血病と栄養失調により太平洋上で死去した。

### 生還した18人
エルカーノら生還した18人は以下の通りである。彼らが帰還したサンルーカル・デ・バラメーダには、帰還者を記したレリーフがある。
| 名前                                     | 出身地         | 役職             |
| ---------------------------------------- | -------------- | ---------------- |
| フアン・セバスティアン・エルカーノ       | ゲタリア       | 船長             |
| フランシスコ・アルボ                     | ヒオス島       | 航海士           |
| ミゲル・デ・ロダス                       | ロドス島       | 航海士           |
| フアン・アクリオ                         | ベルメオ       | 航海士           |
| アントニオ・ピガフェッタ                 | ヴィチェンツァ | 通訳兼地図製作者 |
| アントニオ・フェルナンデス・コルメレーロ | アヤメンテ     | 通訳             |
| マルティン・デ・ユディシプス             | サヴォーナ     | 監査官           |
| フェルナンド・デ・ブスタマンテ           | メリダ         | 理髪師           |
| ハンス・デ・アガン                       | アーヘン       | 水夫             |
| ニコラス・デ・ナポレス                   | ナフプリオ     | 水夫             |
| ミゲル・サンチェス・デ・ロダス           | ロドス島       | 水夫             |
| フランシスコ・ロドリゲス                 | セビリア       | 水夫             |
| フアン・ロドリゲス                       | ウエルバ       | 水夫             |
| ディエゴ・ガリェゴ                       | バイヨーナ     | 水夫             |
| フアン・デ・アラティア                   | ビルバオ       | 見習い水夫       |
| ヴァスコ・ゴメス・ガリェゴ               | バイヨーナ     | 見習い水夫       |
| ファン・デ・サンタンデル                 | クエト         | 見習い水夫       |
| フアン・デ・スビレタ                     | バラカルド     | 見習い水夫       |

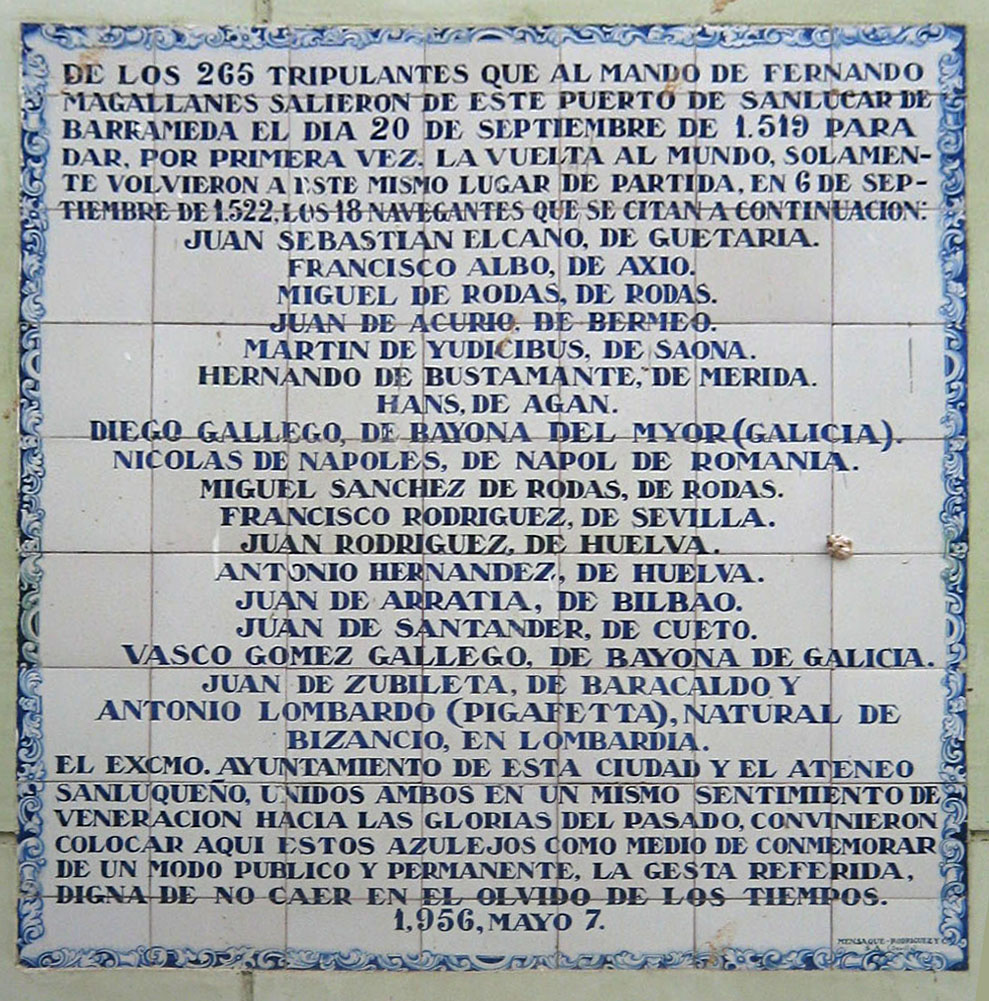
サンルーカル・デ・バラメーダにある生還者を記したレリーフ

なお、マゼラン艦隊全体では、マゼラン死後エルカーノと別れトリニダード号にてパナマ地峡ダリエンを目指していた一行が嵐のため途中で断念。スペインより先にモルッカ諸島テルナテ島で要塞を築いていたポルトガルに拿捕され、その内、船長のゴンサーロ・ゴメス・デ・エスピノザと水夫のヒネス・デ・マフラが拘束され、インド経由で1526年にポルトガルに送致。自力ではないにせよ、エルカーノの帰還から4年あまり後に世界一周を達成している。

## 「地球を一周した最初の人物」の異説
伝記作家ツヴァイクによれば「地球を一周した最初の人物」となったのは、マゼランの奴隷でこの航海において通訳として加わっていたマレー人のエンリケとしている。ツヴァイクはエンリケが「（出身地である）マレー語圏を西まわりで出発し、再びマレー語圏に西まわりで到着した」ことをもって「世界一周」としている。
ただしエンリケはマラッカの出身で、この地でマゼランに奴隷として買われて共に旅することになるが、一周して到着したマレー語圏とはフィリピン群島なので厳密には一周には届いていない。エンリケはマゼランの死後は奴隷から開放される約束になっていたが新艦隊長に反故にされ通訳を続けさせられる。その相手のセブ王から艦隊幹部への宴会招待の情報を持ち帰るがこれは罠であり、24人のほとんどが殺されることとなってしまい、スペイン艦隊を裏切ったと推測されるエンリケの消息はそれ以来不明である。もしエンリケが1522年7月より前に故郷に戻ることに成功していれば、世界一周した最初の人物ということになる。

## 映像
- NHK Eテレ　地球ドラマチック「マゼラン”世界一周”から500年「～いま明かされる光と影～」 (2022年9月3日放映)